# Italienischer Wassermolch
Der Italienische Wassermolch (Lissotriton italicus, Syn.: Triturus italicus vgl.: Triturus) ist eine Amphibienart aus der Familie der Echten Salamander (Salamandridae). Er gilt neben dem nahe verwandten Spanischen Wassermolch (Lissotriton boscai) als die entwicklungsgeschichtlich ursprünglichste europäische Molchart.

## Merkmale
Es handelt sich um den kleinsten Molch Europas. Er hat eine Gesamtlänge von 60 bis 80 Millimetern, wobei 80 mm aber nur selten erreicht werden und die Männchen etwas kleiner bleiben als die Weibchen. Sein Kopf ist relativ breit und klein; dieser weist manchmal eine undeutliche Längsfalte in der Mitte auf und ist durch eine Kehlfalte vom Rumpf abgesetzt. An der Wirbelsäule verläuft eine flache Längsrinne, welche auf beiden Seiten von den Rückendrüsenleisten gesäumt wird. Bei den Männchen entwickelt sich kein Rückenkamm während des Wasseraufenthaltes. Die Länge des Schwanzes entspricht ungefähr der Kopf-Rumpf-Länge. Er weist bei beiden Geschlechtern während der Fortpflanzungszeit einen flachen, ganzrandigen Flossensaum und einen kurzen Schwanzenddorn auf.
Die Oberseite des Italienischen Wassermolches ist bräunlich und dunkelbraun bis schwarz gefleckt, während des Aufenthaltes im Wasser sind an den Flanken metallisch glänzende, goldfarbene Flecken vorhanden. Hinter dem Auge befindet sich ein heller, nach unten führender Kopfseitenstreifen. Die Unterseite ist safranfarben bis gelblich, am Bauch dunkel gefleckt. Der Übergangsbereich zwischen Ober- und Unterseite ist weiß.
Der Schwanzflossensaum der Männchen ist höher und ihre Kloake ist stärker gewölbt. Außerdem besitzen sie stärker ausgeprägte Rückendrüsenleisten. Die dunklen Flecken auf der Oberseite sind bei den Männchen größer und unregelmäßig angeordnet, bei den Weibchen konzentrieren sie sich oft auf die Flanken und bilden ein Fleckenband.
Während des Aufenthaltes an Land sind die Schwanzflossensäume stark reduziert, die metallisch wirkenden Flecken nicht mehr erkennbar und die Haut wird wasserabweisend und samtartig.

## Verbreitung

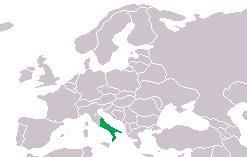
Verbreitungsgebiet des Italienischen Wassermolches

Der Italienische Wassermolch kommt im mittleren und südlichen Teil Italiens vor. Die nördliche Grenze des Verbreitungsgebietes entspricht einer gedachten Linie von Ancona nach Genga, durch die Region Marche, über den Gran Sasso d’Italia und bis nach Formia (Monti Aurunci). Es handelt sich um die einzige Wassermolchart, die den südlichsten Zipfel Kalabriens, die Provinz Reggio Calabria, besiedelt. Der Schwerpunkt der Verbreitung ist vermutlich das Flachland Südost-Italiens.

## Lebensraum
Während der Fortpflanzungszeit werden von dieser wärmeliebenden Art kleine, stehende Gewässer bevorzugt. Der Italienische Wassermolch ist häufig in periodisch trockenfallenden, kleinsten Wasseransammlungen zu finden, aber auch in tiefen und kühlen Zisternen. Er sucht an Land feuchte Verstecke auf, beispielsweise unter Steinen oder totem Holz. Während des Sommers herrscht in Reggio Calabria eine drei bis vier Monate dauernde Trockenheit. Die Art steigt am Lago Remmo in der Provinz Potenza bis in Höhenlagen von 1525 Metern, in Kalabrien kommt sie als einzige Molchart auch unterhalb von 700 Metern vor.

## Lebensweise
Im Flachland werden die Laichgewässer vermutlich bereits Ende Januar aufgesucht. Das Paarungsverhalten ist dem des Spanischen Wassermolches ähnlich, nur diese beiden Arten zeigen während des Balztanzes die „Flamenco-Position“. Das Weibchen faltet später grauweiße Eier einzeln in Wasserpflanzen ein. Die Eier haben einen Durchmesser von ungefähr 1,5 Millimetern und sind von einer ovalen Gallerthülle umgeben. Die Embryonalentwicklung dauert zwei bis vier Tage.
Die Larven sind beim Schlupf fünf bis sieben Millimeter groß. Die Metamorphose ist in flachen, warmen Gewässern häufig nach nur vier bis sechs Wochen vollendet. Anschließend suchen die im Durchschnitt 26 Millimeter langen Jungmolche das Land auf. In tieferen und kühleren Zisternen kann die Larvalperiode auch mehrere Monate dauern. Über Eintreten der Geschlechtsreife und Lebensalter sind bisher keine Daten vorhanden. Es sind Formen von Neotenie beim Italienischen Wassermolch bekannt.
Eine Winterruhe ist vor allem im südlichen Bereich des Verbreitungsgebietes nicht obligatorisch, die Tiere können manchmal das ganze Jahr über im Wasser bleiben. In den Trockenperioden im Sommer halten die Molche eine Sommerruhe. Sie sind im Wasser tag- und nachtaktiv, an Land wahrscheinlich nur nachtaktiv. Die Nahrung besteht aus verschiedenen Wirbellosen.
Der Italienische Wassermolch kann leise Abwehrlaute von sich geben, wenn er angegriffen wird.